# Loreena
 (signalé en juin 2025).
Si vous disposez d'ouvrages ou d'articles de référence ou si vous connaissez des sites web de qualité traitant du thème abordé ici, merci de compléter l'article en donnant les références utiles à sa vérifiabilité et en les liant à la section « Notes et références ».
- Archive Wikiwix
- Bing
- Cairn
- DuckDuckGo
- E. Universalis
- Gallica
- Google
- G. Books
- G. News
- G. Scholar
- Persée
- Qwant
- (zh) Baidu
- (ru) Yandex
- (wd) trouver des œuvres sur Wikidata

Loreena (prononcez lorina) est un prénom féminin.
En gaélique, ce prénom signifie reine féroce.

## Personnes célèbres se prénommant Loreena
- Loreena McKennitt, auteur-compositeur-interprète, harpiste, accordéoniste et pianiste canadienne